# Herwig Czech
Herwig Czech (* 30. September 1974 in Wels) ist ein österreichischer Medizinhistoriker, der seit November 2023 Universitätsprofessor für Geschichte der Medizin (§98) an der Medizinischen Universität Wien ist (davor schon ab 2020 nach §99/1).

## Leben
Er studierte Geschichtswissenschaften an den Universitäten Graz, Wien, Paris VII und Duke University. 2007 promovierte er als DOC-Stipendiat der Österreichischen Akademie der Wissenschaften mit einer Arbeit zum Wiener Gesundheitswesen im Nationalsozialismus. Seit 2020 ist er Professor für Geschichte der Medizin mit besonderer Berücksichtigung der Medizinischen Zeitgeschichte an der Organisationseinheit Ethik, Sammlungen und Geschichte der Medizin an der Medizinischen Universität Wien.
Seine Forschungsschwerpunkte sind Medizin und Biopolitik im Nationalsozialismus, Nachgeschichte der NS-Medizin und Geschichte von Psychiatrie, Pädiatrie und Neuropathologie im 20. Jahrhundert.

## Schriften (Auswahl)
- Erfassung, Selektion und „Ausmerze“. Das Wiener Gesundheitsamt und die Umsetzung der nationalsozialistischen „Erbgesundheitspolitik“ 1938 bis 1945. Wien 2004, ISBN 3-7005-4677-7.
- mit Axel C. Hüntelmann und Johannes Vossen (Hrsg.): Gesundheit und Staat. Studien zur Geschichte der Gesundheitsämter in Deutschland, 1870–1950. Husum 2006, ISBN 3-7868-4104-7.
- mit Wolfgang Neugebauer und Peter Schwarz: Der Krieg gegen die „Minderwertigen“. Zur Geschichte der NS-Medizin in Wien. Katalog zur Ausstellung in der Gedenkstätte Steinhof im Otto-Wagner-Spital der Stadt Wien. Wien 2018, ISBN 978-3-901142-73-4.
- Die Wiener Medizinische Fakultät 1938 bis 1945. Wien 2018, OCLC 1051235154.
- mit Susanne Krejsa MacManus: Medikamentenversorgung Österreichs in Krisenzeiten. Am Beispiel Penizillin zwischen 1945 und 1949, in: Jahrbuch des Vereins für die Geschichte der Stadt Wien, 2022, ISSN 1027-8788, S. 61–116.
- Hans Asperger und der Nationalsozialismus. Geschichte einer Verstrickung. Gießen 2024, ISBN 978-3-8379-3188-4